# Equality Act 2006
L'Equality Act 2006 est une loi du Parlement du Royaume-Uni. Il s'agit d'une loi précurseur de l'Equality Act 2010 qui rassemble toutes les lois sur l'égalité en Grande-Bretagne, et offre des protections comparables dans tous les volets relatifs à l'égalité. Ceux explicitement mentionnés par l'Equality Act 2006 incluent l'âge, l'invalidité, le sexe, le changement de sexe, l'origine ethnique, la religion ou la croyance, et l'orientation sexuelle.

## Description
À l'exception de la disposition relative à la discrimination en matière de biens et de services en Irlande du Nord fondée sur l'orientation sexuelle, la loi ne concerne que la Grande-Bretagne, étant donné l'existence d'un cadre législatif distinct pour l'Irlande du Nord. Ce dernier dispose en effet d'un organisme de promotion de l'égalité distinct, la Commission pour l'égalité en Irlande du Nord, bien que son approche de la législation en matière d'égalité reflète celle en vigueur en Grande-Bretagne.

## Contexte
En 1998, le Runnymede Trust, un think tank spécialisé sur les questions d'égalité raciale, publie un rapport de Bhikhu Parekh appelant à une nouvelle loi sur l'égalité qui consoliderait et ferait progresser la législation existante.
Un projet de loi sur l'égalité apparaît ainsi pour la première fois lors de la session 2004—2005 mais celui-ci est abandonné à la suite de la dissolution du Parlement et des élections générales de 2005 qui en résultent. Dans son manifeste, le Parti travailliste a promis de réintroduire le projet de loi, et ce dernier est ainsi remis à l'ordre du jour à la suite de la victoire travailliste. À ce stade, seule la « religion ou croyance » est incluse dans les clauses anti-discrimination, le parti travailliste ne souhaitant pas expressément interdire la discrimination fondée sur l'orientation sexuelle. Toutefois, après la réintroduction du projet de loi, de nouvelles pressions exercées par un pair ouvertement homosexuel, Lord Alli, réussissent à forcer le gouvernement à ajouter la discrimination homophobe au projet de loi.
Cependant, le retard de cette concession signifie que les dispositions supplémentaires ne peuvent pas être incluses de manière substantielle dans le projet initial. Ainsi, les législateurs conviennent de déléguer la rédaction des règlements en la matière au gouvernement. Après une consultation publique, et un débat prolongé au sein du Cabinet,, ceux-ci sont finalement déposés devant le Parlement sous le nom d'Equality Act (Sexual Orientation) Regulations 2007.
Une autre législation promise comprend également une disposition prévoyant la protection des personnes dans la fourniture de biens et de services concernant le changement de sexe afin de se conformer à une directive de l'Union européenne.

## Changements apportés
La loi a apporté, dans ces domaines, les changements suivants :
- Création de la Commission pour l'égalité et les droits de l'homme (EHRC) (fusionnant la Commission pour l'égalité raciale, la Commission pour l'égalité des chances et la Commission des droits des personnes handicapées) ;
- Interdiction de la discrimination sur les biens et services fondée sur la religion et les croyances (sous réserve de certaines exceptions) ;
- Permission au gouvernement d'introduire des réglementations interdisant la discrimination fondée sur l'orientation sexuelle dans les biens et services, ce qui a conduit à la réglementation sur l'orientation sexuelle de 2006 ;
- Création d'une obligation publique de promouvoir l'égalité fondée sur le sexe (Equality Act 2006, section 84, insérant l'article 76A du Loi de 1975 sur la discrimination sexuelle, désormais présent à l'article 1 de l'Equality Act 2010).

## Affaires dans le champ de la loi
À la mi-2010, à la suite du budget du Royaume-Uni de juin 2010, qui a procédé à une série de coupes budgétaires dans les ministères et le secteur public, la Fawcett Society a déposé une action en révision judiciaire, au motif que le budget ne tenait aucun compte des effets négatifs disparates pour les femmes comme cela devrait être le cas en vertu de l'article 84 de l'Equality Act 2006 et de l'article 76A du Sex Discrimination Act de 1975. Ces articles exigent en effet que chaque autorité publique, sans exclure le Trésor ou le Cabinet Office, « tienne dûment compte de la nécessité - (a) d'éliminer la discrimination et le harcèlement illégaux, et (b) de promouvoir l'égalité des chances entre les hommes et les femmes. » Il a été allégué que le gouvernement n'a pas « tenu dûment compte » de l'impact disparate de son budget sur les femmes.

## Article 93 – Entrée en vigueur
Les ordonnances suivantes ont été prises concernant l'entrée en vigueur de la loi :
- (en) Ordonnance de 2006 sur l'Equality Act 2006 (entrée en vigueur n° 1) (SI 2006/1082 (C.36))
- (en) Ordonnance de 2007 sur l'Equality Act 2006 (entrée en vigueur n° 2) (SI 2007/1092 (C.48))
- (en) Ordonnance de 2007 sur l'Equality Act 2006 (entrée en vigueur n° 3 et économies) (SI 2007/2603 (C.100))